# West Kootenay-Revelstoke (circonscription britanno-colombienne)
Pour les articles homonymes, voir Kootenay (homonymie) et Revelstoke.
Circonscription électorale provinciale du Canada
West Kootenay-Revelstoke est une ancienne circonscription provinciale de la Colombie-Britannique représentée à l'Assemblée législative de la Colombie-Britannique de 1898 à 1903.

## Géographie
La circonscription était située dans le sud-est de la province.

## Liste des députés
| Législature                                                                     | Années                                                                          | Député                                                                          | Député                                                                          | Parti                                                                           |
| West Kootenay-Revelstoke Issue de West Kootenay North et de West Kootenay South | West Kootenay-Revelstoke Issue de West Kootenay North et de West Kootenay South | West Kootenay-Revelstoke Issue de West Kootenay North et de West Kootenay South | West Kootenay-Revelstoke Issue de West Kootenay North et de West Kootenay South | West Kootenay-Revelstoke Issue de West Kootenay North et de West Kootenay South |
| ------------------------------------------------------------------------------- | ------------------------------------------------------------------------------- | ------------------------------------------------------------------------------- | ------------------------------------------------------------------------------- | ------------------------------------------------------------------------------- |
| 8e                                                                              | 1898–1900                                                                       |                                                                                 | James M. Kellie                                                                 | Indépendant                                                                     |
| 9e                                                                              | 1900–1903                                                                       |                                                                                 | Thomas Taylor                                                                   | Conservateur                                                                    |
| Circonscription abolie, voir : Revelstoke                                       |                                                                                 |                                                                                 |                                                                                 |                                                                                 |